# Урдюжская Виска
Урдюжская Виска — река в России, течёт по территории Заполярного района Ненецкого автономного округа. Вытекает из озера Урдюжского с юго-восточной стороны на высоте 32 м над уровнем моря. Устье реки находится в 50 км по правому берегу Соймы. Длина реки составляет 42 км.

## Данные водного реестра
По данным государственного водного реестра России относится к Двинско-Печорскому бассейновому округу, водохозяйственный участок реки — Печора от водомерного поста Усть-Цильма и до устья, речной подбассейн реки — бассейны притоков Печоры ниже впадения Усы. Речной бассейн реки — Печора.
Код объекта в государственном водном реестре — 03050300212103000083346.